# Тамна је ноћ
Тамна је ноћ је југословенски филм снимљен 1995. године који је режирао Драган Кресоја, а сценарио је написао Александар Поповић.

## Кратак садржај
Београд 1992. - распад Југославије, блокада, несташице, редови за храну, студентска побуна. Живот двеју београдских породица и личне драме њених чланова проузроковане социјалним потресима и грађанским ратом.

## Улоге
| Глумац                   | Улога                                          |
| ------------------------ | ---------------------------------------------- |
| Драган Мићановић         | Манојло „Мане“ Белезада                        |
| Бранка Катић             | Софија „Цоцке“ Ашкерц                          |
| Ненад Јездић             | Ненад „Нени“ Ашкерц                            |
| Јелисавета Саблић        | Косара Ашкерц                                  |
| Предраг Ејдус            | Доктор Лабуд Ашкерц                            |
| Ружица Сокић             | Ружица Белезада                                |
| Марко Николић            | Бошко Белезада                                 |
| Весна Станојевић         | Маца                                           |
| Зоран Цвијановић         | Манетов зет                                    |
| Предраг Лаковић          | Манетов деда                                   |
| Велимир Бата Живојиновић | Џорџ Костајац, командант Српске државне страже |
| Небојша Бакочевић        | Гарфилд                                        |
| Весна Пећанац            | Фрау Фемка                                     |
| Предраг Милинковић       | Фрау Фемкин помоћник                           |
| Душан Јанићијевић        | Председник друштва                             |
| Ратко Танкосић           | Регрутант                                      |
| Душан Јакишић            | Официр                                         |
| Селимир Тошић            | Милиционер на свадби                           |
| Бата Камени              | Батинаш Српске државне страже 1                |
| Миња Војводић            | Батинаш Српске државне страже 2                |
| Михаило Животић Мики     | Батинаш Српске државне страже 3                |
| Славица Лалић            |                                                |
| Наташа Глигоријевић      |                                                |
| Далибор Далибашић        |                                                |
| Ранко Мирјанић           |                                                |
| Драгиша Марковић         |                                                |